# Samodzielny Oddział Zwiadowczy WOP Chełm
Samodzielny Oddział Zwiadowczy WOP Chełm – jeden z oddziałów w strukturze organizacyjnej Wojsk Ochrony Pogranicza.

## Formowanie i zmiany organizacyjne
W 1956 roku na bazie 23 Brygady WOP sformowano Grupę Manewrową i Samodzielny Oddział Zwiadowczy WOP, a z nadwyżek etatowych sformowano trzy kompanie Wojskowego Korpusu Górniczego i skierowano je do kopalni: Wanda Lew, Wirek i Walenty Wawel. Po roku pracy szeregowych zwolniono a kadrę skierowano do dalszej służby w WOP. 
Samodzielny Oddział Zwiadowczy podlegał Zarządowi II Zwiadowczemu WOP.
Z dniem 1 maja 1957 roku, na bazie Grupy Manewrowej i Samodzielnego Oddziału Zwiadowczego WOP, przystąpiono do organizacji 23 Oddziału WOP. Poprzednie struktury rozformowano.

## Struktura organizacyjna
- szef oddziału (pełnomocnik graniczny)
- zastępca szefa oddziału i sekretarz pełnomocnika granicznego
- oficerowie zwiadu - 5
- oficer śledczy.
- kancelaria oddziału
- placówka WOP Terespol
- placówka WOP Włodawa
- placówka WOP Dorohusk
- placówka WOP Strzyżów
- placówka WOP Dołhobyczów
- placówka WOP Hrebenne

- graniczne placówki kontrolne (GPK): Terespol (kolejowa i drogowa), Dorohusk (kolejowa i drogowa) i Hrebenne (kolejowa)